# Harold Rayner
Harold Marvin Rayner (ur. 27 lipca 1888 w Glen Ridge, zm. 8 grudnia 1954 w Monrose) – amerykański oficer i szermierz, brązowy medalista olimpijski.
Na igrzyskach olimpijskich w Sztokholmie w 1912 roku dotarł do ćwierćfinałów turnieju indywidualnego florecistów. Na igrzyskach olimpijskich w Antwerpii w 1920 roku reprezentacja USA w składzie: Henry Breckinridge, Francis Honeycutt, Arthur Lyon, Harold Rayner i Robert Sears zdobyła brązowy medal we florecie drużynowym. W szpadzie drużynowej był tam szósty. Na tych samych igrzyskach wystartował także w pięcioboju nowoczesnym, kończąc rywalizację na szóstej pozycji. Brał też udział w igrzyskach olimpijskich w Amsterdamie w 1928 roku, gdzie był piąty we florecie drużynowym i szpadzie drużynowej.
Ukończył West Point i służył w kawalerii United States Army. Był między innymi adiutantem prezydentów Woodrow Wilsona i Warrena Hardinga oraz generała Johna Pershinga. Służbę zakończył w 1946 w stopniu pułkownika.